# Čičarovce
Čičarovce (allemand : Tschetscher, hongrois : Csicser) est un village de Slovaquie situé dans la région de Košice.

## Histoire
Première mention écrite du village en 1263.
La localité fut annexée par la Hongrie après le premier arbitrage de Vienne le 2 novembre 1938. En 1938, on comptait 1259 habitants dont 62 d'origines juives. Elle faisait partie du district de Veľké Kapušany (hongrois : Nagykaposi járás). Le nom de la localité avant la Seconde Guerre mondiale était Čičarovce/Csicser. Durant la période 1938 - 1945, le nom hongrois Csicser était d'usage. À la libération, la commune a été réintégrée dans la Tchécoslovaquie reconstituée.

## Démographie

### Évolution de la population
| Année:               | 1994. | 2004.    | 2014.   | 2024.   |
| -------------------- | ----- | -------- | ------- | ------- |
| Nombre de personnes: | 732   | 852      | 901     | 928     |
| Différence:          |       | +16,39 % | +5,75 % | +2,99 % |

| Année:               | 2023. | 2024.   |
| -------------------- | ----- | ------- |
| Nombre de personnes: | 930   | 928     |
| Différence:          |       | -0,21 % |

## Politique
| Nom          | Parti politique | Date de l'élection | Fin du mandat |
| ------------ | --------------- | ------------------ | ------------- |
| Imrich Varga | SMK-MKP         | 02.12.2006         | Déc. 2010     |